# Carex cusickii
Carex cusickii là một loài thực vật có hoa trong họ Cói. Loài này được Mack. mô tả khoa học đầu tiên năm 1915.

## Hình ảnh

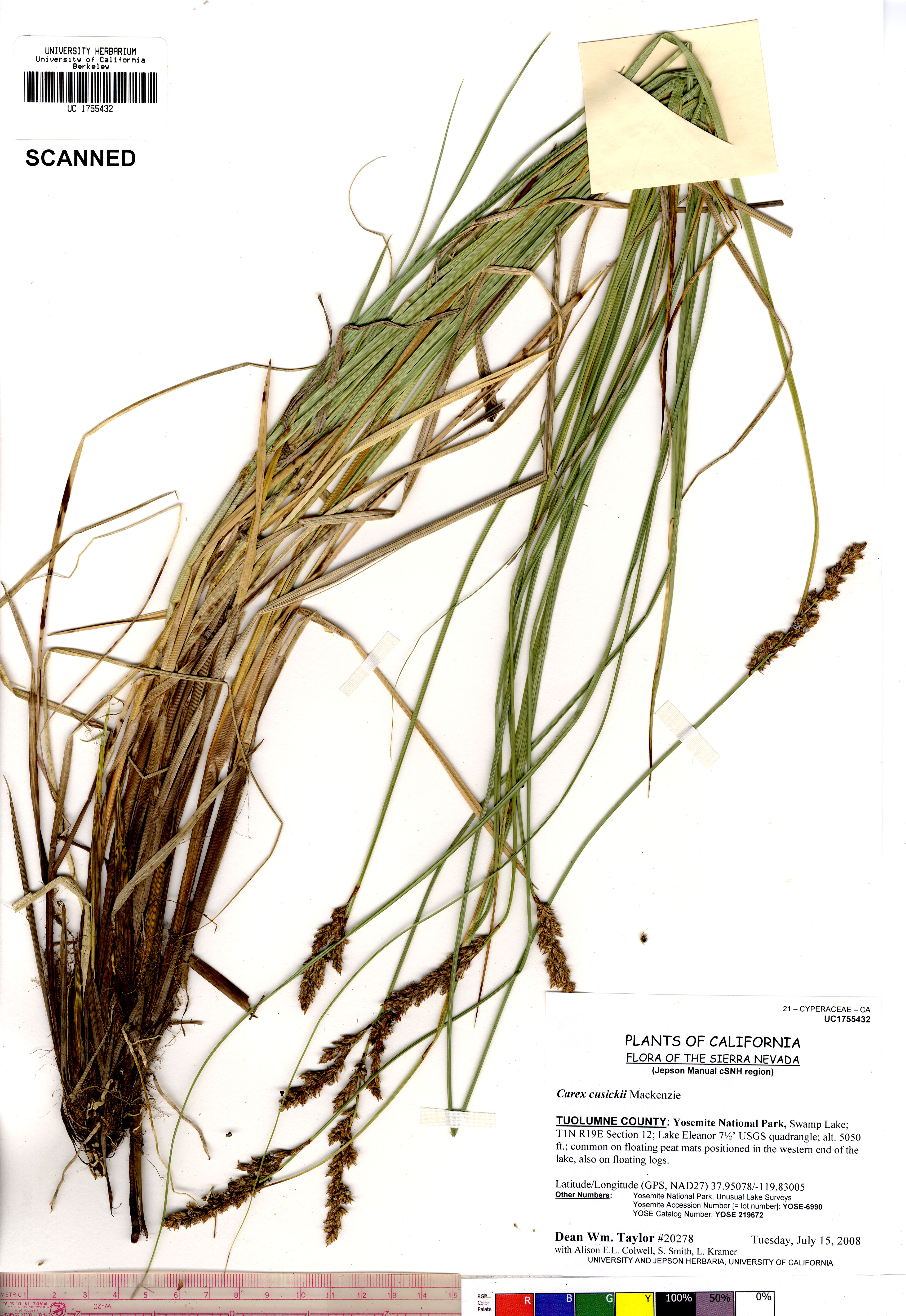